# Joel Campbell
Pour les articles homonymes, voir Campbell.
Joel Campbell, né le 26 juin 1992 à San José au Costa Rica, est un footballeur international costaricien qui évolue au poste d'ailier droit au LD Alajuelense.

## Biographie

### En club

#### Formation au Costa Rica
Formé au Deportivo Saprissa, Joel Campbell est prêté au Puntarenas FC en 2011.

#### Arrivée à Arsenal
Le 12 août 2011, Campbell s'engage avec Arsenal, la durée du contrat n'étant pas communiquée. 
Auteur d'une bonne coupe du monde avec le Costa Rica (quart de finaliste de la compétition), Arsène Wenger annonce vouloir lui faire confiance pour l'exercice 2014-2015. Pour son premier match de retour avec les Gunners, il marque un but contre Benfica lors de l'Emirates Cup où son équipe l'emporte 5 buts à 1.
Le 10 août 2014, il prend part à son premier match officiel sous le maillot d'Arsenal en entrant en fin de rencontre lors du Community Shield remporté par les Gunners face à Manchester City (3-0).

#### Prêt immédiat à Lorient
Ne pouvant pas acquérir de permis de travail en Angleterre immédiatement, il est prêté le 31 août au FC Lorient pour une saison. Il marque son premier but sous le maillot des Merlus le 1er octobre suivant lors de la 9e journée de Ligue 1 face à Valenciennes (2-0). Il participe à vingt-sept matchs et marque quatre buts toutes compétitions confondues avant de réintégrer l'effectif des Gunners le 1er juillet 2012.

#### Prêt au Real Betis
Le 2 juillet 2012, il est prêté pour la saison 2012-2013 au Betis. Avec le club sévillan, Campbell joue trente-trois matchs et inscrit deux buts.

#### Prêt à l'Olympiakos, court retour à Arsenal
Pour la saison 2013-2014, Arsenal le prête pour une troisième fois consécutive, ce coup-ci à l'Olympiakos. Il se distingue en marquant un but lors du huitième de finale aller de Ligue des champions face à Manchester United. Cependant, malgré la victoire 2-0 en Grèce, son équipe s'incline 3-0 à Old Trafford et son équipe est éliminée en huitièmes de finale. Campbell inscrit onze buts en quartante-trois rencontres toutes compétitions confondues avec le club grec. À l'aube de la saison 2014-2015, Arsène Wenger souhaite conserver Joel Campbell dans l'effectif des Gunners mais il ne joue que quatre matchs durant la première partie de saison. 

#### Prêt à Villarreal
Le 24 janvier 2015, il est prêté pour six mois à Villarreal. Campbell participe à vingt-deux matchs avec le club espagnol avant de réintégrer de nouveau l'effectif d'Arsenal.

#### Saison pleine à Arsenal
L'attaquant costaricien parvient finalement à se faire place dans l'effectif d'Arsenal lors de la saison 2015-2016, durant laquelle il inscrit quatre buts en trente matchs toutes compétitions confondues. Le 31 octobre 2015, il inscrit d'ailleurs son premier but avec Arsenal lors d'un match de Premier League à Swansea City (victoire 0-3).

#### Nouveaux prêts au Sporting puis au Real Betis
Le 21 août 2016, Campbell est finalement de nouveau prêté pour une saison, cette fois au club portugais du Sporting CP avec qui il inscrit trois buts en vingt-neuf matchs.
Le 31 août 2017, il est envoyé en prêt pour un an au Betis, qu'il avait déjà rejoint cinq ans auparavant. Il ne joue que neuf matchs durant lesquels il inscrit deux buts avant de revenir à Arsenal en juin 2018.

#### Transfert à Frosinone
Le 17 août 2018, Campbell quitte définitivement Arsenal pour le Frosinone Calcio. Il ne marque aucun but en dix-sept matchs de championnat lors de la première partie de la saison 2018-2019.

#### Prêt au FC León
En janvier 2019, il est prêté pour dix-huit mois au club mexicain du FC León.

### En sélection
Joel Campbell est sélectionné en sélection costaricienne des moins de 17 ans lors du Championnat CONCACAF de cette catégorie en 2009. Début 2011, il prend part au Championnat CONCACAF des moins de 20 ans et termine meilleur buteur de la compétition avec six buts. Cependant, le Costa Rica échoue en finale face au Mexique (3-1).
En juin 2011, il est convoqué en équipe A pour participer à la Gold Cup. Il honore sa première sélection le 5 juin en marquant un but face à Cuba (5-0). Le mois suivant, il prend part à la Copa América et marque son second but en sélection face à la Bolivie (0-2) le 7 juillet.
Lors de la Coupe du monde 2014, il s'illustre en marquant un but et en délivrant une passe décisive contre l'Uruguay (3-1).
Capital aux siens dans l'accession au barrage de la Coupe du monde 2022, il inscrit le seul but du match face à la Nouvelle-Zélande et envoie le Costa Rica au Mondial.
Le 3 novembre 2022, il est sélectionné par Luis Fernando Suárez pour participer à la Coupe du monde 2022.

## Statistiques

### Statistiques détaillées
| Saison                | Club                       | Championnat           | Championnat | Championnat | Championnat | Coupe nationale | Coupe nationale | Coupe nationale | Coupe de la Ligue | Coupe de la Ligue | Coupe de la Ligue | Supercoupe | Supercoupe | Supercoupe | Compétition(s) continentale(s) | Compétition(s) continentale(s) | Compétition(s) continentale(s) | Compétition(s) continentale(s) | Autres compétitions | Autres compétitions | Autres compétitions | Autres compétitions | Total | Total | Total |
| Saison                | Club                       | Division              | M.          | B.          | P.d.        | M.              | B.              | P.d.            | M.                | B.                | P.d.              | M.         | B.         | P.d.       | Comp.                          | M.                             | B.                             | P.d.                           | Comp.               | M.                  | B.                  | P.d.                | M.    | B.    | P.d.  |
| 2009-2010             | Deportivo Saprissa         | Primera División      | 1           | 0           | 0           | -               | -               | -               | -                 | -                 | -                 | -          | -          | -          | C1                             | -                              | -                              | -                              | -                   | -                   | -                   | -                   | 1     | 0     | 0     |
| 2010-2011             | Deportivo Saprissa         | Primera División      | 2           | 0           | 0           | -               | -               | -               | -                 | -                 | -                 | -          | -          | -          | C1                             | 1                              | 0                              | 0                              | -                   | -                   | -                   | -                   | 3     | 0     | 0     |
| Sous-total            | Sous-total                 | Sous-total            | 3           | 0           | 0           | 0               | 0               | 0               | 0                 | 0                 | 0                 | 0          | 0          | 0          | -                              | 1                              | 0                              | 0                              | -                   | 0                   | 0                   | 0                   | 4     | 0     | 0     |
| 2010-2011             | Puntarenas FC (prêt)       | Primera División      | 5           | 0           | 0           | -               | -               | -               | -                 | -                 | -                 | -          | -          | -          | -                              | -                              | -                              | -                              | -                   | -                   | -                   | -                   | 5     | 0     | 0     |
| 2014-2015             | Arsenal FC                 | Premier League        | 4           | 0           | 0           | 1               | 0               | 0               | 1                 | 0                 | 0                 | 1          | 0          | 0          | C1                             | 3                              | 0                              | 0                              | -                   | -                   | -                   | -                   | 10    | 0     | 0     |
| 2015-2016             | Arsenal FC                 | Premier League        | 19          | 3           | 3           | 4               | 1               | 1               | 2                 | 0                 | 0                 | -          | -          | -          | C1                             | 5                              | 0                              | 2                              | -                   | -                   | -                   | -                   | 30    | 4     | 6     |
| Sous-total            | Sous-total                 | Sous-total            | 23          | 3           | 3           | 5               | 1               | 1               | 3                 | 0                 | 0                 | 1          | 0          | 0          | -                              | 8                              | 0                              | 2                              | -                   | 0                   | 0                   | 0                   | 40    | 4     | 6     |
| 2011-2012             | FC Lorient (prêt)          | Ligue 1               | 25          | 3           | 2           | 1               | 0               | 0               | 1                 | 1                 | 0                 | -          | -          | -          | -                              | -                              | -                              | -                              | -                   | -                   | -                   | -                   | 27    | 4     | 2     |
| 2012-2013             | Real Betis (prêt)          | Liga                  | 28          | 2           | 3           | 5               | 0               | 0               | -                 | -                 | -                 | -          | -          | -          | -                              | -                              | -                              | -                              | -                   | -                   | -                   | -                   | 33    | 2     | 3     |
| 2013-2014             | Olympiakós (prêt)          | Superleague Elláda    | 32          | 8           | 10          | 6               | 2               | 0               | -                 | -                 | -                 | -          | -          | -          | C1                             | 5                              | 1                              | 0                              | -                   | -                   | -                   | -                   | 43    | 11    | 10    |
| 2014-2015             | Villarreal CF (prêt)       | Liga                  | 16          | 1           | 0           | 2               | 0               | 0               | -                 | -                 | -                 | -          | -          | -          | C3                             | 4                              | 0                              | 0                              | -                   | -                   | -                   | -                   | 22    | 1     | 0     |
| 2016-2017             | Sporting CP (prêt)         | Primeira Liga         | 19          | 3           | 4           | 3               | 0               | 0               | 3                 | 0                 | 0                 | -          | -          | -          | C1                             | 4                              | 0                              | 0                              | -                   | -                   | -                   | -                   | 29    | 3     | 4     |
| 2017-2018             | Real Betis (prêt)          | LaLiga                | 8           | 2           | 1           | 1               | 0               | 0               | -                 | -                 | -                 | -          | -          | -          | -                              | -                              | -                              | -                              | -                   | -                   | -                   | -                   | 9     | 2     | 1     |
| 2018-2019             | Frosinone Calcio           | Serie A               | 17          | 0           | 3           | -               | -               | -               | -                 | -                 | -                 | -          | -          | -          | -                              | -                              | -                              | -                              | -                   | -                   | -                   | -                   | 17    | 0     | 3     |
| 2018-2019             | Club León (prêt)           | Liga MX               | 19          | 4           | 1           | 2               | 0               | 0               | -                 | -                 | -                 | -          | -          | -          | -                              | -                              | -                              | -                              | -                   | -                   | -                   | -                   | 21    | 4     | 1     |
| 2019-2020             | Club León (prêt)           | Liga MX               | 23          | 1           | 3           | -               | -               | -               | -                 | -                 | -                 | -          | -          | -          | C1                             | -                              | -                              | -                              | -                   | -                   | -                   | -                   | 23    | 1     | 3     |
| 2020-2021             | Club León                  | Liga MX               | 38          | 2           | 1           | -               | -               | -               | -                 | -                 | -                 | -          | -          | -          | C1                             | 1                              | 0                              | 0                              | -                   | -                   | -                   | -                   | 39    | 2     | 1     |
| 2022-2023             | Club León                  | Liga MX               | 32          | 2           | 4           | -               | -               | -               | -                 | -                 | -                 | -          | -          | -          | C1                             | 8                              | 0                              | 1                              | -                   | -                   | -                   | -                   | 40    | 2     | 5     |
| Sous-total            | Sous-total                 | Sous-total            | 112         | 9           | 9           | 2               | 0               | 0               | 0                 | 0                 | 0                 | 0          | 0          | 0          | -                              | 9                              | 0                              | 1                              | -                   | 0                   | 0                   | 0                   | 123   | 9     | 10    |
| 2021-2022             | CF Monterrey (prêt)        | Liga MX               | 32          | 4           | 3           | -               | -               | -               | -                 | -                 | -                 | -          | -          | -          | CMC+C1                         | 2+0                            | 0+0                            | 0+0                            | -                   | -                   | -                   | -                   | 34    | 4     | 3     |
| 2023-2024             | LD Alajuelense             | Primera División      | 44          | 13          | 6           | 1               | 0               | 0               | -                 | -                 | -                 | -          | -          | -          | C1                             | 2                              | 0                              | 0                              | CAC                 | 9                   | 3                   | 1                   | 56    | 16    | 7     |
| 2024-2025             | LD Alajuelense             | Primera División      | 13          | 1           | 0           | 1               | 1               | 0               | -                 | -                 | -                 | -          | -          | -          | C1                             | 2                              | 0                              | 0                              | -                   | -                   | -                   | -                   | 16    | 2     | 0     |
| 2025-2026             | LD Alajuelense             | Primera División      | 1           | 0           | 0           | -               | -               | -               | -                 | -                 | -                 | 1          | 0          | 0          | -                              | -                              | -                              | -                              | CAC                 | 1                   | 0                   | 0                   | 3     | 0     | 0     |
| Sous-total            | Sous-total                 | Sous-total            | 58          | 14          | 6           | 2               | 1               | 0               | 0                 | 0                 | 0                 | 1          | 0          | 0          | -                              | 4                              | 0                              | 0                              | -                   | 10                  | 3                   | 1                   | 75    | 18    | 7     |
| 2024                  | Atlético Goianiense (prêt) | Série A               | 10          | 2           | 0           | -               | -               | -               | -                 | -                 | -                 | -          | -          | -          | -                              | -                              | -                              | -                              | -                   | -                   | -                   | -                   | 10    | 2     | 0     |
| Total sur la carrière | Total sur la carrière      | Total sur la carrière | 388         | 51          | 44          | 27              | 4               | 1               | 7                 | 1                 | 0                 | 2          | 0          | 0          | -                              | 35                             | 1                              | 3                              | -                   | 10                  | 3                   | 1                   | 469   | 60    | 49    |

### En sélection nationale
| Saison                | Sélection             | Phases finales                                                   | Phases finales | Phases finales | Phases finales | Éliminatoires | Éliminatoires | Éliminatoires | Matchs amicaux | Matchs amicaux | Matchs amicaux | Total | Total | Total |
| Saison                | Sélection             | Compétition                                                      | M              | B              | Pd             | M             | B             | Pd            | M              | B              | Pd             | M     | B     | Pd    |
| --------------------- | --------------------- | ---------------------------------------------------------------- | -------------- | -------------- | -------------- | ------------- | ------------- | ------------- | -------------- | -------------- | -------------- | ----- | ----- | ----- |
| 2010-2011             | Costa Rica            | Gold Cup 2011                                                    | 3              | 1              | 0              | -             | -             | -             | -              | -              | -              | 3     | 1     | 0     |
| 2011-2012             | Costa Rica            | Copa América 2011                                                | 3              | 1              | 0              | 2             | 2             | 1             | 6              | 2              | 1              | 11    | 5     | 2     |
| 2012-2013             | Costa Rica            | -                                                                | -              | -              | -              | 9             | 0             | 0             | 2              | 1              | 0              | 11    | 1     | 0     |
| 2013-2014             | Costa Rica            | Coupe du monde 2014                                              | 5              | 1              | 1              | 4             | 1             | 1             | 4              | 1              | 1              | 13    | 3     | 3     |
| 2014-2015             | Costa Rica            | Copa Centroamericana 2014                                        | 2              | 0              | 1              | -             | -             | -             | 7              | 0              | 3              | 9     | 0     | 4     |
| 2015-2016             | Costa Rica            | Gold Cup 2015 + Copa América Centenario                          | 4+3            | 0+0            | 0+0            | 4             | 0             | 0             | 5              | 1              | 1              | 16    | 1     | 1     |
| 2016-2017             | Costa Rica            | -                                                                | -              | -              | -              | 8             | 2             | 1             | 1              | 1              | 0              | 9     | 3     | 1     |
| 2017-2018             | Costa Rica            | Gold Cup 2017 + Coupe du monde 2018                              | 2+2            | 0+0            | 0+1            | -             | -             | -             | 3              | 1              | 1              | 7     | 1     | 2     |
| 2018-2019             | Costa Rica            | Gold Cup 2019                                                    | 4              | 0              | 0              | -             | -             | -             | 7              | 2              | 3              | 11    | 2     | 3     |
| 2019-2020             | Costa Rica            | Ligue des nations de la CONCACAF 2019-2020                       | 2              | 0              | 0              | -             | -             | -             | 1              | 0              | 0              | 3     | 0     | 0     |
| 2020-2021             | Costa Rica            | Ligue des nations de la CONCACAF 2019-2020                       | 2              | 1              | 0              | -             | -             | -             | 4              | 1              | 0              | 6     | 2     | 0     |
| 2021-2022             | Costa Rica            | Gold Cup 2021 + Ligue des nations de la CONCACAF 2022-2023       | 4+2            | 2+1            | 1+0            | 12            | 3             | 1             | -              | -              | -              | 18    | 6     | 2     |
| 2022-2023             | Costa Rica            | Coupe du monde 2022 + Ligue des nations de la CONCACAF 2022-2023 | 3+2            | 0+0            | 0+0            | -             | -             | -             | 4              | 1              | 2              | 9     | 1     | 2     |
| 2023-2024             | Costa Rica            | Gold Cup 2023 + Ligue des nations de la CONCACAF 2023-2024       | 4+3            | 1+0            | 3+1            | 2             | 0             | 1             | 4              | 0              | 1              | 13    | 1     | 6     |
| 2024-2025             | Costa Rica            | Copa América 2024 + Ligue des nations de la CONCACAF 2024-2025   | 3+6            | 0+0            | 0+1            | -             | -             | -             | -              | -              | -              | 9     | 0     | 1     |
| Total sur la carrière | Total sur la carrière | Total sur la carrière                                            | 59             | 8              | 9              | 41            | 8             | 5             | 48             | 11             | 13             | 148   | 27    | 27    |

### Liste des matchs internationaux
| Matchs internationaux de Joel Campbell | Matchs internationaux de Joel Campbell | Matchs internationaux de Joel Campbell                     | Matchs internationaux de Joel Campbell | Matchs internationaux de Joel Campbell | Matchs internationaux de Joel Campbell     | Matchs internationaux de Joel Campbell                                 |
|                                        | Date                                   | Lieu                                                       | Adversaire                             | Résultats                              | Compétitions                               | Notes                                                                  |
| -------------------------------------- | -------------------------------------- | ---------------------------------------------------------- | -------------------------------------- | -------------------------------------- | ------------------------------------------ | ---------------------------------------------------------------------- |
| 1.                                     | 6 juin 2011                            | AT&T Stadium, Arlington, États-Unis                        | Cuba                                   | 5 - 0                                  | Gold Cup 2011                              | Rentre en jeu à la 56e minute à la place de Marco Ureña.               |
| 2.                                     | 10 juin 2011                           | Bank of America Stadium, Charlotte, États-Unis             | Salvador                               | 1 - 1                                  | Gold Cup 2011                              | Rentre en jeu à la 62e minute à la place de Christian Bolaños.         |
| 3.                                     | 18 juin 2011                           | MetLife Stadium, East Rutherford, États-Unis               | Honduras                               | 1 - 1 (2-4)                            | Gold Cup 2011                              | Rentre en jeu à la 108e minute à la place de Marco Ureña.              |
| 4.                                     | 2 juillet 2011                         | Estadio 23 de Agosto, San Salvador de Jujuy, Argentine     | Colombie                               | 1 - 0                                  | Copa América 2011                          | Titulaire et remplacé par César Elizondo à la 46e minute de jeu.       |
| 5.                                     | 8 juillet 2011                         | Estadio 23 de Agosto, San Salvador de Jujuy, Argentine     | Bolivie                                | 0 - 2                                  | Copa América 2011                          | Titulaire.                                                             |
| 6.                                     | 12 juillet 2011                        | Stade Mario-Alberto-Kempes, Córdoba, Argentine             | Argentine                              | 3 - 0                                  | Copa América 2011                          | Titulaire.                                                             |
| 7.                                     | 8 octobre 2011                         | Stade national du Costa Rica, San José, Costa Rica         | Brésil                                 | 0 - 1                                  | Match amical                               | Rentre en jeu à la 63e minute à la place de Winston Parks.             |
| 8.                                     | 12 novembre 2011                       | Stade Rommel-Fernández, Panama, Panama                     | Panama                                 | 2 - 0                                  | Match amical                               | Rentre en jeu à la 69e minute à la place de Bryan Ruiz.                |
| 9.                                     | 15 novembre 2011                       | Stade national du Costa Rica, San José, Costa Rica         | Espagne                                | 2 - 2                                  | Match amical                               | Titulaire et remplacé par Winston Parks à la 66e minute de jeu.        |
| 10.                                    | 29 février 2012                        | Millennium Stadium, Cardiff, Pays de Galles                | Pays de Galles                         | 0 - 1                                  | Match amical                               | Titulaire et remplacé par Jonathan McDonald à la 79e minute de jeu.    |
| 11.                                    | 26 mai 2012                            | Stade national du Costa Rica, San José, Costa Rica         | Guatemala                              | 3 - 2                                  | Match amical                               | Titulaire.                                                             |
| 12.                                    | 2 juin 2012                            | Stade Doroteo-Guamuch-Flores, Guatemala, Guatemala         | Guatemala                              | 1 - 0                                  | Match amical                               | Titulaire et remplacé par Rodney Wallace à la 62e minute de jeu.       |
| 13.                                    | 9 juin 2012                            | Stade national du Costa Rica, San José, Costa Rica         | Salvador                               | 2 - 2                                  | Éliminatoires de la Coupe du monde 2014    | Titulaire.                                                             |
| 14.                                    | 13 juin 2012                           | Providence Stadium, Providence, Guyana                     | Guyana                                 | 0 - 4                                  | Éliminatoires de la Coupe du monde 2014    | Titulaire.                                                             |
| 15.                                    | 16 août 2012                           | Stade national du Costa Rica, San José, Costa Rica         | Pérou                                  | 0 - 1                                  | Match amical                               | Titulaire.                                                             |
| 16.                                    | 8 septembre 2012                       | Stade national du Costa Rica, San José, Costa Rica         | Mexique                                | 0 - 2                                  | Éliminatoires de la Coupe du monde 2014    | Titulaire et remplacé par Rodney Wallace à la 72e minute de jeu.       |
| 17.                                    | 12 septembre 2012                      | Stade Azteca, Mexico, Mexique                              | Mexique                                | 1 - 0                                  | Éliminatoires de la Coupe du monde 2014    | Titulaire et remplacé par Álvaro Saborío à la 59e minute de jeu.       |
| 18.                                    | 17 octobre 2012                        | Stade national du Costa Rica, San José, Costa Rica         | Guyana                                 | 7 - 0                                  | Éliminatoires de la Coupe du monde 2014    | Rentre en jeu à la 69e minute à la place de Randall Brenes.            |
| 19.                                    | 15 novembre 2012                       | Stade Ramón Aguilera, Santa Cruz de la Sierra, Bolivie     | Bolivie                                | 1 - 1                                  | Match amical                               | Titulaire.                                                             |
| 20.                                    | 7 février 2013                         | Stade Rommel-Fernández, Panama, Panama                     | Panama                                 | 2 - 2                                  | Éliminatoires de la Coupe du monde 2014    | Rentre en jeu à la 48e minute à la place de Randall Brenes.            |
| 21.                                    | 23 mars 2013                           | Dick's Sporting Goods Park, Commerce City, États-Unis      | États-Unis                             | 1 - 0                                  | Éliminatoires de la Coupe du monde 2014    | Rentre en jeu à la 59e minute à la place de Christian Bolaños.         |
| 22.                                    | 27 mars 2013                           | Stade national du Costa Rica, San José, Costa Rica         | Jamaïque                               | 2 - 0                                  | Éliminatoires de la Coupe du monde 2014    | Titulaire et remplacé par Jhonny Acosta à la 86e minute de jeu.        |
| 23.                                    | 8 juin 2013                            | Stade national du Costa Rica, San José, Costa Rica         | Honduras                               | 1 - 0                                  | Éliminatoires de la Coupe du monde 2014    | Titulaire.                                                             |
| 24.                                    | 12 juin 2013                           | Stade Azteca, Mexico, Mexique                              | Mexique                                | 0 - 0                                  | Éliminatoires de la Coupe du monde 2014    | Titulaire et remplacé par Álvaro Saborío à la 86e minute de jeu.       |
| 25.                                    | 19 juin 2013                           | Stade national du Costa Rica, San José, Costa Rica         | Panama                                 | 2 - 0                                  | Éliminatoires de la Coupe du monde 2014    | Titulaire et remplacé par Diego Calvo à la 83e minute de jeu.          |
| 26.                                    | 7 septembre 2013                       | Stade national du Costa Rica, San José, Costa Rica         | États-Unis                             | 3 - 1                                  | Éliminatoires de la Coupe du monde 2014    | Titulaire.                                                             |
| 27.                                    | 11 septembre 2013                      | Independence Park, Kingston, Jamaïque                      | Jamaïque                               | 1 - 1                                  | Éliminatoires de la Coupe du monde 2014    | Titulaire et remplacé par Carlos Johnson à la 79e minute de jeu.       |
| 28.                                    | 11 octobre 2013                        | Estadio Olímpico Metropolitano, San Pedro Sula, Honduras   | Honduras                               | 1 - 0                                  | Éliminatoires de la Coupe du monde 2014    | Rentre en jeu à la 61e minute à la place de Bryan Ruiz.                |
| 29.                                    | 16 octobre 2013                        | Stade national du Costa Rica, San José, Costa Rica         | Mexique                                | 2 - 1                                  | Éliminatoires de la Coupe du monde 2014    | Titulaire et remplacé par Michael Barrantes à la 77e minute de jeu.    |
| 30.                                    | 19 novembre 2013                       | Sydney Football Stadium, Sydney, Australie                 | Australie                              | 1 - 0                                  | Match amical                               | Titulaire et remplacé par Carlos Hernández à la 79e minute de jeu.     |
| 31.                                    | 6 mars 2014                            | Stade national du Costa Rica, San José, Costa Rica         | Paraguay                               | 2 - 1                                  | Match amical                               | Titulaire et remplacé par Álvaro Saborío à la 46e minute de jeu.       |
| 32.                                    | 3 juin 2014                            | Raymond James Stadium, Tampa, États-Unis                   | Japon                                  | 1 - 3                                  | Match amical                               | Titulaire et remplacé par Randall Brenes à la 84e minute de jeu.       |
| 33.                                    | 7 juin 2014                            | Subaru Park, Chester, États-Unis                           | République d'Irlande                   | 1 - 1                                  | Match amical                               | Titulaire et remplacé par Diego Calvo à la 86e minute de jeu.          |
| 34.                                    | 14 juin 2014                           | Stade Governador-Plácido-Castelo, Fortaleza, Brésil        | Uruguay                                | 1 - 3                                  | Coupe du monde 2014                        | Titulaire.                                                             |
| 35.                                    | 20 juin 2014                           | Itaipava Arena Pernambuco, São Lourenço da Mata, Brésil    | Italie                                 | 0 - 1                                  | Coupe du monde 2014                        | Titulaire et remplacé par Marco Ureña à la 74e minute de jeu.          |
| 36.                                    | 24 juin 2014                           | Mineirão, Belo Horizonte, Brésil                           | Angleterre                             | 0 - 0                                  | Coupe du monde 2014                        | Titulaire et remplacé par Marco Ureña à la 65e minute de jeu.          |
| 37.                                    | 29 juin 2014                           | Itaipava Arena Pernambuco, São Lourenço da Mata, Brésil    | Grèce                                  | 1 - 1 (5-3)                            | Coupe du monde 2014                        | Titulaire.                                                             |
| 38.                                    | 5 juillet 2014                         | Itaipava Arena Fonte Nova, Salvador, Brésil                | Pays-Bas                               | 1 - 1 (4-3)                            | Coupe du monde 2014                        | Titulaire et remplacé par Marco Ureña à la 66e minute de jeu.          |
| 39.                                    | 3 septembre 2014                       | Robert F. Kennedy Memorial Stadium, Washington, États-Unis | Nicaragua                              | 3 - 0                                  | Copa Centroamericana 2014                  | Titulaire et remplacé par Johan Venegas à la 67e minute de jeu.        |
| 40.                                    | 7 septembre 2014                       | Cotton Bowl, Dallas, États-Unis                            | Panama                                 | 2 - 2                                  | Copa Centroamericana 2014                  | Titulaire et remplacé par David Ramírez à la 69e minute de jeu.        |
| 41.                                    | 14 octobre 2014                        | Stade de la Coupe du monde de Séoul, Séoul, Corée du Sud   | Corée du Sud                           | 1 - 3                                  | Match amical                               | Titulaire et remplacé par John Jaïro Ruiz à la 89e minute de jeu.      |
| 42.                                    | 14 novembre 2014                       | Stade Centenario, Montevideo, Uruguay                      | Uruguay                                | 3 - 3 (6-7)                            | Match amical                               | Titulaire et remplacé par Mayron George à la 86e minute de jeu.        |
| 43.                                    | 27 mars 2015                           | Stade national du Costa Rica, San José, Costa Rica         | Paraguay                               | 0 - 0                                  | Match amical                               | Titulaire et remplacé par Deyver Vega à la 82e minute de jeu.          |
| 44.                                    | 1er avril 2015                         | Stade Rommel-Fernández, Panama, Panama                     | Panama                                 | 2 - 1                                  | Match amical                               | Titulaire et remplacé par Deyver Vega à la 69e minute de jeu.          |
| 45.                                    | 6 juin 2015                            | Stade Pedro-Bidegain, Buenos Aires, Argentine              | Colombie                               | 1 - 0                                  | Match amical                               | Rentre en jeu à la 68e minute à la place de Jonathan McDonald.         |
| 46.                                    | 11 juin 2015                           | Estadio Municipal Reino de León, León, Espagne             | Espagne                                | 2 - 1                                  | Match amical                               | Titulaire.                                                             |
| 47.                                    | 28 juin 2015                           | Camping World Stadium, Orlando, États-Unis                 | Mexique                                | 2 - 2                                  | Match amical                               | Titulaire et remplacé par Álvaro Saborío à la 83e minute de jeu.       |
| 48.                                    | 9 juillet 2015                         | Dignity Health Sports Park, Carson, États-Unis             | Jamaïque                               | 2 - 2                                  | Gold Cup 2015                              | Titulaire.                                                             |
| 49.                                    | 12 juillet 2015                        | Shell Energy Stadium, Houston, États-Unis                  | Salvador                               | 1 - 1                                  | Gold Cup 2015                              | Titulaire et remplacé par Johan Venegas à la 54e minute de jeu.        |
| 50.                                    | 15 juillet 2015                        | BMO Field, Toronto, Canada                                 | Canada                                 | 0 - 0                                  | Gold Cup 2015                              | Rentre en jeu à la 77e minute à la place de David Ramírez.             |
| 51.                                    | 20 juillet 2015                        | MetLife Stadium, East Rutherford, États-Unis               | Mexique                                | 1 - 0                                  | Gold Cup 2015                              | Titulaire.                                                             |
| 52.                                    | 5 septembre 2015                       | Sports Illustrated Stadium, Harrison, États-Unis           | Brésil                                 | 1 - 0                                  | Match amical                               | Rentre en jeu à la 61e minute à la place de Marco Ureña.               |
| 53.                                    | 9 septembre 2015                       | Stade national du Costa Rica, San José, Costa Rica         | Uruguay                                | 1 - 0                                  | Match amical                               | Titulaire.                                                             |
| 54.                                    | 9 octobre 2015                         | Stade Edgardo Baltodano Briceño, Liberia, Costa Rica       | Afrique du Sud                         | 0 - 1                                  | Match amical                               | Titulaire.                                                             |
| 55.                                    | 14 octobre 2015                        | Sports Illustrated Stadium, Harrison, États-Unis           | États-Unis                             | 0 - 1                                  | Match amical                               | Titulaire.                                                             |
| 56.                                    | 14 novembre 2015                       | Stade national du Costa Rica, San José, Costa Rica         | Haïti                                  | 1 - 0                                  | Éliminatoires de la Coupe du monde 2018    | Titulaire et remplacé par Marco Ureña à la 73e minute de jeu.          |
| 57.                                    | 18 novembre 2015                       | Stade Rommel-Fernández, Panama, Panama                     | Panama                                 | 1 - 2                                  | Éliminatoires de la Coupe du monde 2018    | Titulaire et remplacé par Christian Bolaños à la 72e minute de jeu.    |
| 58.                                    | 26 mars 2016                           | Independence Park, Kingston, Jamaïque                      | Jamaïque                               | 1 - 1                                  | Éliminatoires de la Coupe du monde 2018    | Titulaire et remplacé par Óscar Duarte à la 89e minute de jeu.         |
| 59.                                    | 30 mars 2016                           | Stade national du Costa Rica, San José, Costa Rica         | Jamaïque                               | 3 - 0                                  | Éliminatoires de la Coupe du monde 2018    | Titulaire.                                                             |
| 60.                                    | 28 mai 2016                            | Stade national du Costa Rica, San José, Costa Rica         | Venezuela                              | 2 - 1                                  | Match amical                               | Titulaire.                                                             |
| 61.                                    | 4 juin 2016                            | Camping World Stadium, Orlando, États-Unis                 | Paraguay                               | 0 - 0                                  | Copa América Centenario                    | Titulaire et remplacé par Johan Venegas à la 67e minute de jeu.        |
| 62.                                    | 8 juin 2016                            | Soldier Field, Chicago, États-Unis                         | États-Unis                             | 4 - 0                                  | Copa América Centenario                    | Titulaire et remplacé par Randall Azofeifa à la 46e minute de jeu.     |
| 63.                                    | 12 juin 2016                           | NRG Stadium, Houston, États-Unis                           | Colombie                               | 2 - 3                                  | Copa América Centenario                    | Rentre en jeu à la 79e minute à la place de Bryan Ruiz.                |
| 64.                                    | 3 septembre 2016                       | Stade Sylvio-Cator, Port-au-Prince, Haïti                  | Haïti                                  | 0 - 1                                  | Éliminatoires de la Coupe du monde 2018    | Rentre en jeu à la 63e minute à la place de Bryan Ruiz.                |
| 65.                                    | 7 septembre 2016                       | Stade national du Costa Rica, San José, Costa Rica         | Panama                                 | 3 - 1                                  | Éliminatoires de la Coupe du monde 2018    | Titulaire et remplacé par Yendrick Ruiz à la 64e minute de jeu.        |
| 66.                                    | 9 octobre 2016                         | Stade Kouban, Krasnodar, Russie                            | Russie                                 | 3 - 4                                  | Match amical                               | Rentre en jeu à la 70e minute à la place de Bryan Ruiz.                |
| 67.                                    | 12 novembre 2016                       | Stade Hasely-Crawford, Port-d'Espagne, Trinité-et-Tobago   | Trinité-et-Tobago                      | 0 - 2                                  | Éliminatoires de la Coupe du monde 2018    | Rentre en jeu à la 57e minute à la place de Marco Ureña.               |
| 68.                                    | 16 novembre 2016                       | Stade national du Costa Rica, San José, Costa Rica         | États-Unis                             | 4 - 0                                  | Éliminatoires de la Coupe du monde 2018    | Rentre en jeu à la 67e minute à la place de Johan Venegas.             |
| 69.                                    | 25 mars 2017                           | Stade Azteca, Mexico, Mexique                              | Mexique                                | 2 - 0                                  | Éliminatoires de la Coupe du monde 2018    | Rentre en jeu à la 55e minute à la place de Christian Bolaños.         |
| 70.                                    | 28 mars 2017                           | Stade Francisco-Morazán, San Pedro Sula, Honduras          | Honduras                               | 1 - 1                                  | Éliminatoires de la Coupe du monde 2018    | Titulaire et remplacé par Yeltsin Tejeda à la 82e minute de jeu.       |
| 71.                                    | 9 juin 2017                            | Stade national du Costa Rica, San José, Costa Rica         | Panama                                 | 0 - 0                                  | Éliminatoires de la Coupe du monde 2018    | Rentre en jeu à la 46e minute à la place de Christian Bolaños.         |
| 72.                                    | 14 juin 2017                           | Stade national du Costa Rica, San José, Costa Rica         | Trinité-et-Tobago                      | 2 - 1                                  | Éliminatoires de la Coupe du monde 2018    | Titulaire.                                                             |
| 73.                                    | 8 juillet 2017                         | Sports Illustrated Stadium, Harrison, États-Unis           | Honduras                               | 0 - 1                                  | Gold Cup 2017                              | Rentre en jeu à la 35e minute à la place de Johan Venegas.             |
| 74.                                    | 12 juillet 2017                        | Shell Energy Stadium, Houston, États-Unis                  | Canada                                 | 1 - 1                                  | Gold Cup 2017                              | Titulaire et remplacé par David Ramírez à la 24e minute de jeu.        |
| 75.                                    | 3 juin 2018                            | Stade national du Costa Rica, San José, Costa Rica         | Irlande du Nord                        | 3 - 0                                  | Match amical                               | Titulaire.                                                             |
| 76.                                    | 7 juin 2018                            | Elland Road, Leeds, Angleterre                             | Angleterre                             | 2 - 0                                  | Match amical                               | Titulaire.                                                             |
| 77.                                    | 11 juin 2018                           | Stade Roi Baudouin, Bruxelles, Belgique                    | Belgique                               | 4 - 1                                  | Match amical                               | Rentre en jeu à la 66e minute à la place de Bryan Ruiz.                |
| 78.                                    | 17 juin 2018                           | Samara Arena, Samara, Russie                               | Serbie                                 | 0 - 1                                  | Coupe du monde 2018                        | Rentre en jeu à la 67e minute à la place de Marco Ureña.               |
| 79.                                    | 27 juin 2018                           | Stade de Nijni Novgorod, Nijni Novgorod, Russie            | Suisse                                 | 2 - 2                                  | Coupe du monde 2018                        | Titulaire.                                                             |
| 80.                                    | 12 octobre 2018                        | Estadio Universitario, San Nicolás de los Garza, Mexique   | Mexique                                | 3 - 2                                  | Match amical                               | Titulaire et remplacé par Jimmy Marín à la 76e minute de jeu.          |
| 81.                                    | 17 octobre 2018                        | Sports Illustrated Stadium, Harrison, États-Unis           | Colombie                               | 3 - 1                                  | Match amical                               | Titulaire et remplacé par Johan Venegas à la 53e minute de jeu.        |
| 82.                                    | 17 novembre 2018                       | Estadio El Teniente, Rancagua, Chili                       | Chili                                  | 2 - 3                                  | Match amical                               | Titulaire et remplacé par Randall Leal à la 82e minute de jeu.         |
| 83.                                    | 21 novembre 2018                       | Estadio Monumental Virgen de Chapi, Arequipa, Pérou        | Pérou                                  | 2 - 3                                  | Match amical                               | Titulaire et remplacé par Randall Leal à la 86e minute de jeu.         |
| 84.                                    | 23 mars 2019                           | Stade Doroteo-Guamuch-Flores, Guatemala, Guatemala         | Guatemala                              | 1 - 0                                  | Match amical                               | Titulaire et remplacé par Ronaldo Araya à la 80e minute de jeu.        |
| 85.                                    | 27 mars 2019                           | Stade national du Costa Rica, San José, Costa Rica         | Jamaïque                               | 1 - 0                                  | Match amical                               | Titulaire et remplacé par Ronaldo Araya à la 77e minute de jeu.        |
| 86.                                    | 6 juin 2019                            | Stade Monumental, Lima, Pérou                              | Pérou                                  | 1 - 0                                  | Match amical                               | Titulaire et remplacé par Jonathan McDonald à la 74e minute de jeu.    |
| 87.                                    | 17 juin 2019                           | Stade national du Costa Rica, San José, Costa Rica         | Nicaragua                              | 4 - 0                                  | Gold Cup 2019                              | Titulaire.                                                             |
| 88.                                    | 21 juin 2019                           | Toyota Stadium, Frisco, États-Unis                         | Bermudes                               | 2 - 1                                  | Gold Cup 2019                              | Titulaire et remplacé par Christian Bolaños à la 70e minute de jeu.    |
| 89.                                    | 25 juin 2019                           | Sports Illustrated Stadium, Harrison, États-Unis           | Haïti                                  | 2 - 1                                  | Gold Cup 2019                              | Titulaire et remplacé par Elías Aguilar à la 80e minute de jeu.        |
| 90.                                    | 30 juin 2019                           | NRG Stadium, Houston, États-Unis                           | Mexique                                | 1 - 1 (5-4)                            | Gold Cup 2019                              | Titulaire et remplacé par Cristian Gamboa à la 102e minute de jeu.     |
| 91.                                    | 7 septembre 2019                       | Stade national du Costa Rica, San José, Costa Rica         | Uruguay                                | 1 - 2                                  | Match amical                               | Titulaire et remplacé par Luis Díaz à la 68e minute de jeu.            |
| 92.                                    | 11 octobre 2019                        | Stade Thomas-Robinson, Nassau, Bahamas                     | Haïti                                  | 1 - 1                                  | Ligue des nations de la CONCACAF 2019-2020 | Titulaire et remplacé par Giancarlo González à la 74e minute de jeu.   |
| 93.                                    | 14 octobre 2019                        | Stade Alejandro-Morera-Soto, Alajuela, Costa Rica          | Curaçao                                | 0 - 0                                  | Ligue des nations de la CONCACAF 2019-2020 | Rentre en jeu à la 64e minute à la place de Ariel Lassiter.            |
| 94.                                    | 13 novembre 2020                       | BSFZ-Arena, Maria Enzersdorf, Autriche                     | Qatar                                  | 1 - 1                                  | Match amical                               | Titulaire et remplacé par Deyver Vega à la 80e minute de jeu.          |
| 95.                                    | 27 mars 2021                           | Stade Bilino-Polje, Zenica, Bosnie-Herzégovine             | Bosnie-Herzégovine                     | 0 - 0                                  | Match amical                               | Titulaire et remplacé par Suhander Zúñiga à la 89e minute de jeu.      |
| 96.                                    | 30 mars 2021                           | Stadion Wiener Neustadt, Wiener Neustadt, Autriche         | Mexique                                | 0 - 1                                  | Match amical                               | Titulaire et remplacé par Suhander Zúñiga à la 90e minute de jeu.      |
| 97.                                    | 4 juin 2021                            | Empower Field at Mile High, Denver, États-Unis             | Mexique                                | 0 - 0 (5-4)                            | Ligue des nations de la CONCACAF 2019-2020 | Titulaire et remplacé par Johan Venegas à la 85e minute de jeu.        |
| 98.                                    | 7 juin 2021                            | Empower Field at Mile High, Denver, États-Unis             | Honduras                               | 2 - 2 (5-4)                            | Ligue des nations de la CONCACAF 2019-2020 | Titulaire et remplacé par Gerson Torres à la 72e minute de jeu.        |
| 99.                                    | 10 juin 2021                           | America First Field, Sandy, États-Unis                     | États-Unis                             | 4 - 0                                  | Match amical                               | Titulaire et remplacé par Allan Cruz à la 64e minute de jeu.           |
| 100.                                   | 13 juillet 2021                        | Inter&Co Stadium, Orlando, États-Unis                      | Guadeloupe                             | 3 - 1                                  | Gold Cup 2021                              | Titulaire.                                                             |
| 101.                                   | 17 juillet 2021                        | Inter&Co Stadium, Orlando, États-Unis                      | Suriname                               | 1 - 2                                  | Gold Cup 2021                              | Titulaire et remplacé par Kendall Waston à la 88e minute de jeu.       |
| 102.                                   | 21 juillet 2021                        | Inter&Co Stadium, Orlando, États-Unis                      | Jamaïque                               | 1 - 0                                  | Gold Cup 2021                              | Titulaire.                                                             |
| 103.                                   | 26 juillet 2021                        | AT&T Stadium, Arlington, États-Unis                        | Canada                                 | 0 - 2                                  | Gold Cup 2021                              | Titulaire.                                                             |
| 104.                                   | 6 septembre 2021                       | Stade national du Costa Rica, San José, Costa Rica         | Mexique                                | 0 - 1                                  | Éliminatoires de la Coupe du monde 2022    | Rentre en jeu à la 46e minute à la place de Bryan Oviedo.              |
| 105.                                   | 9 septembre 2021                       | Stade national du Costa Rica, San José, Costa Rica         | Jamaïque                               | 1 - 1                                  | Éliminatoires de la Coupe du monde 2022    | Titulaire.                                                             |
| 106.                                   | 8 octobre 2021                         | Estadio Olímpico Metropolitano, San Pedro Sula, Honduras   | Honduras                               | 0 - 0                                  | Éliminatoires de la Coupe du monde 2022    | Titulaire et remplacé par José Guillermo Ortiz à la 88e minute de jeu. |
| 107.                                   | 11 octobre 2021                        | Stade national du Costa Rica, San José, Costa Rica         | Salvador                               | 2 - 1                                  | Éliminatoires de la Coupe du monde 2022    | Titulaire.                                                             |
| 108.                                   | 13 novembre 2021                       | Stade du Commonwealth, Edmonton, Canada                    | Canada                                 | 1 - 0                                  | Éliminatoires de la Coupe du monde 2022    | Titulaire.                                                             |
| 109.                                   | 17 novembre 2021                       | Stade national du Costa Rica, San José, Costa Rica         | Honduras                               | 2 - 1                                  | Éliminatoires de la Coupe du monde 2022    | Titulaire.                                                             |
| 110.                                   | 28 janvier 2022                        | Stade national du Costa Rica, San José, Costa Rica         | Panama                                 | 1 - 0                                  | Éliminatoires de la Coupe du monde 2022    | Titulaire.                                                             |
| 111.                                   | 31 janvier 2022                        | Stade Azteca, Mexico, Mexique                              | Mexique                                | 0 - 0                                  | Éliminatoires de la Coupe du monde 2022    | Titulaire.                                                             |
| 112.                                   | 3 février 2022                         | Independence Park, Kingston, Jamaïque                      | Jamaïque                               | 0 - 1                                  | Éliminatoires de la Coupe du monde 2022    | Titulaire.                                                             |
| 113.                                   | 25 mars 2022                           | Stade national du Costa Rica, San José, Costa Rica         | Canada                                 | 1 - 0                                  | Éliminatoires de la Coupe du monde 2022    | Titulaire.                                                             |
| 114.                                   | 27 mars 2022                           | Stade Cuscatlán, San Salvador, Salvador                    | Salvador                               | 1 - 2                                  | Éliminatoires de la Coupe du monde 2022    | Titulaire et remplacé par Johan Venegas à la 82e minute de jeu.        |
| 115.                                   | 3 juin 2022                            | Stade Rommel-Fernández, Panama, Panama                     | Panama                                 | 2 - 0                                  | Ligue des nations de la CONCACAF 2022-2023 | Rentre en jeu à la 73e minute à la place de Anthony Contreras.         |
| 116.                                   | 5 juin 2022                            | Stade national du Costa Rica, San José, Costa Rica         | Martinique                             | 2 - 0                                  | Ligue des nations de la CONCACAF 2022-2023 | Titulaire.                                                             |
| 117.                                   | 14 juin 2022                           | Stade Ahmad-ben-Ali, Al Rayyan, Qatar                      | Nouvelle-Zélande                       | 1 - 0                                  | Éliminatoires de la Coupe du monde 2022    | Titulaire et remplacé par Johan Venegas à la 90e minute de jeu.        |
| 118.                                   | 23 septembre 2022                      | Stade de Goyang, Goyang, Corée du Sud                      | Corée du Sud                           | 2 - 2                                  | Match amical                               | Titulaire et remplacé par Patrick Sequeira à la 83e minute de jeu.     |
| 119.                                   | 10 novembre 2022                       | Stade national du Costa Rica, San José, Costa Rica         | Nigeria                                | 2 - 0                                  | Match amical                               | Titulaire.                                                             |
| 120.                                   | 23 novembre 2022                       | Stade Al-Thumama, Doha, Qatar                              | Espagne                                | 7 - 0                                  | Coupe du monde 2022                        | Titulaire.                                                             |
| 121.                                   | 27 novembre 2022                       | Stade Ahmad-ben-Ali, Al Rayyan, Qatar                      | Japon                                  | 0 - 1                                  | Coupe du monde 2022                        | Titulaire et remplacé par Daniel Chacón à la 90e minute de jeu.        |
| 122.                                   | 1er décembre 2022                      | Stade Al-Bayt, Al-Khor, Qatar                              | Allemagne                              | 2 - 4                                  | Coupe du monde 2022                        | Titulaire.                                                             |
| 123.                                   | 26 mars 2023                           | Stade Pierre-Aliker, Fort-de-France, Martinique            | Martinique                             | 1 - 2                                  | Ligue des nations de la CONCACAF 2022-2023 | Titulaire.                                                             |
| 124.                                   | 29 mars 2023                           | Stade national du Costa Rica, San José, Costa Rica         | Panama                                 | 0 - 1                                  | Ligue des nations de la CONCACAF 2022-2023 | Titulaire.                                                             |
| 125.                                   | 16 juin 2023                           | Dignity Health Sports Park, Carson, États-Unis             | Guatemala                              | 0 - 1                                  | Match amical                               | Rentre en jeu à la 64e minute à la place de Aarón Suárez.              |
| 126.                                   | 21 juin 2023                           | Subaru Park, Chester, États-Unis                           | Équateur                               | 3 - 1                                  | Match amical                               | Titulaire.                                                             |
| 127.                                   | 27 juin 2023                           | Chase Stadium, Fort Lauderdale, États-Unis                 | Panama                                 | 1 - 2                                  | Gold Cup 2023                              | Titulaire                                                              |
| 128.                                   | 1er juillet 2023                       | Sports Illustrated Stadium, Harrison, États-Unis           | Salvador                               | 0 - 0                                  | Gold Cup 2023                              | Titulaire.                                                             |
| 129.                                   | 5 juillet 2023                         | Sports Illustrated Stadium, Harrison, États-Unis           | Martinique                             | 6 - 4                                  | Gold Cup 2023                              | Titulaire.                                                             |
| 130.                                   | 9 juillet 2023                         | AT&T Stadium, Arlington, États-Unis                        | Mexique                                | 2 - 0                                  | Gold Cup 2023                              | Titulaire.                                                             |
| 131.                                   | 8 septembre 2023                       | Stade international du Roi-Fahd, Riyad, Arabie saoudite    | Arabie saoudite                        | 1 - 3                                  | Match amical                               | Titulaire et remplacé par Ian Lawrence à la 88e minute de jeu.         |
| 132.                                   | 12 septembre 2023                      | Stade Maksimir, Zagreb, Croatie                            | Émirats arabes unis                    | 1 - 4                                  | Match amical                               | Titulaire et remplacé par Brandon Aguilera à la 58e minute de jeu.     |
| 133.                                   | 17 novembre 2023                       | Stade Ricardo Saprissa Aymá, San José, Costa Rica          | Panama                                 | 0 - 3                                  | Ligue des nations de la CONCACAF 2023-2024 | Titulaire et remplacé par Kenneth Vargas à la 75e minute de jeu.       |
| 134.                                   | 21 novembre 2023                       | Stade Rommel-Fernández, Panama, Panama                     | Panama                                 | 3 - 1                                  | Ligue des nations de la CONCACAF 2023-2024 | Rentre en jeu à la 46e minute à la place de Elías Aguilar.             |
| 135.                                   | 3 février 2024                         | Stade national du Costa Rica, San José, Costa Rica         | Salvador                               | 2 - 0                                  | Match amical                               | Rentre en jeu à la 65e minute à la place de Jostin Daly.               |
| 136.                                   | 24 mars 2024                           | Toyota Stadium, Frisco, États-Unis                         | Honduras                               | 3 - 1                                  | Ligue des nations de la CONCACAF 2023-2024 | Rentre en jeu à la 69e minute à la place de Álvaro Zamora.             |
| 137.                                   | 1er juin 2024                          | Stade national du Costa Rica, San José, Costa Rica         | Uruguay                                | 0 - 0                                  | Match amical                               | Rentre en jeu à la 60e minute à la place de Josimar Alcócer.           |
| 138.                                   | 7 juin 2024                            | Stade national du Costa Rica, San José, Costa Rica         | Saint-Christophe-et-Niévès             | 4 - 0                                  | Éliminatoires de la Coupe du monde 2026    | Rentre en jeu à la 81e minute à la place de Manfred Ugalde.            |
| 139.                                   | 9 juin 2024                            | Stade Kirani-James, Saint-Georges, Grenade                 | Grenade                                | 0 - 3                                  | Éliminatoires de la Coupe du monde 2026    | Rentre en jeu à la 80e minute à la place de Álvaro Zamora.             |
| 140.                                   | 25 juin 2024                           | SoFi Stadium, Inglewood, États-Unis                        | Brésil                                 | 0 - 0                                  | Copa América 2024                          | Rentre en jeu à la 70e minute à la place de Álvaro Zamora.             |
| 141.                                   | 29 juin 2024                           | State Farm Stadium, Glendale, États-Unis                   | Colombie                               | 3 - 0                                  | Copa América 2024                          | Rentre en jeu à la 46e minute à la place de Manfred Ugalde.            |
| 142.                                   | 3 juillet 2024                         | Q2 Stadium, Austin, États-Unis                             | Paraguay                               | 2 - 1                                  | Copa América 2024                          | Titulaire et remplacé par Brandon Aguilera à la 68e minute de jeu.     |
| 143.                                   | 6 septembre 2024                       | Stade national du Costa Rica, San José, Costa Rica         | Guadeloupe                             | 3 - 0                                  | Ligue des nations de la CONCACAF 2024-2025 | Titulaire et remplacé par Warren Madrigal à la 75e minute de jeu.      |
| 144.                                   | 10 septembre 2024                      | Stade Doroteo-Guamuch-Flores, Guatemala, Guatemala         | Guatemala                              | 0 - 0                                  | Ligue des nations de la CONCACAF 2024-2025 | Titulaire et remplacé par Josimar Alcócer à la 63e minute de jeu.      |
| 145.                                   | 12 octobre 2024                        | Dr. Ir. Franklin Essed Stadion, Paramaribo, Suriname       | Suriname                               | 1 - 1                                  | Ligue des nations de la CONCACAF 2024-2025 | Titulaire et remplacé par Kenneth Vargas à la 71e minute de jeu.       |
| 146.                                   | 16 octobre 2024                        | Stade national du Costa Rica, San José, Costa Rica         | Guatemala                              | 3 - 0                                  | Ligue des nations de la CONCACAF 2024-2025 | Rentre en jeu à la 67e minute à la place de Alonso Martínez.           |
| 147.                                   | 15 novembre 2024                       | Stade national du Costa Rica, San José, Costa Rica         | Panama                                 | 0 - 1                                  | Ligue des nations de la CONCACAF 2024-2025 | Rentre en jeu à la 70e minute à la place de Alonso Martínez.           |
| 148.                                   | 19 novembre 2024                       | Stade Rommel-Fernández, Panama, Panama                     | Panama                                 | 2 - 2                                  | Ligue des nations de la CONCACAF 2024-2025 | Rentre en jeu à la 46 minute à la place de Jefferson Brenes.           |

### Buts internationaux
| Buts internationaux de Joel Campbell | Buts internationaux de Joel Campbell | Buts internationaux de Joel Campbell                     | Buts internationaux de Joel Campbell | Buts internationaux de Joel Campbell | Buts internationaux de Joel Campbell | Buts internationaux de Joel Campbell       |
|                                      | Date                                 | Lieu                                                     | Adversaire                           | Score                                | Résultats                            | Compétitions                               |
| ------------------------------------ | ------------------------------------ | -------------------------------------------------------- | ------------------------------------ | ------------------------------------ | ------------------------------------ | ------------------------------------------ |
| 1                                    | 6 juin 2011                          | AT&T Stadium, Arlington, États-Unis                      | Cuba                                 | 5 - 0                                | 5 - 0                                | Gold Cup 2011                              |
| 2                                    | 8 juillet 2011                       | Estadio 23 de Agosto, San Salvador de Jujuy, Argentine   | Bolivie                              | 0 - 2                                | 0 - 2                                | Copa América 2011                          |
| 3                                    | 15 novembre 2011                     | Stade national du Costa Rica, San José, Costa Rica       | Espagne                              | 2 - 0                                | 2 - 2                                | Match amical                               |
| 4                                    | 29 février 2012                      | Millennium Stadium, Cardiff, Pays de Galles              | Pays de Galles                       | 0 - 1                                | 0 - 1                                | Match amical                               |
| 5                                    | 9 juin 2012                          | Stade national du Costa Rica, San José, Costa Rica       | Salvador                             | 2 - 0                                | 2 - 2                                | Éliminatoires de la Coupe du monde 2014    |
| 6                                    | 13 juin 2012                         | Providence Stadium, Providence, Guyana                   | Guyana                               | 0 - 4                                | 0 - 4                                | Éliminatoires de la Coupe du monde 2014    |
| 7                                    | 15 novembre 2012                     | Stade Ramón Aguilera, Santa Cruz de la Sierra, Bolivie   | Bolivie                              | 0 - 1                                | 1 - 1                                | Match amical                               |
| 8                                    | 7 septembre 2013                     | Stade national du Costa Rica, San José, Costa Rica       | États-Unis                           | 3 - 1                                | 3 - 1                                | Éliminatoires de la Coupe du monde 2014    |
| 9                                    | 6 mars 2014                          | Stade national du Costa Rica, San José, Costa Rica       | Paraguay                             | 1 - 0                                | 2 - 1                                | Match amical                               |
| 10                                   | 14 juin 2014                         | Stade Governador-Plácido-Castelo, Fortaleza, Brésil      | Uruguay                              | 1 - 1                                | 1 - 3                                | Coupe du monde 2014                        |
| 11                                   | 14 octobre 2015                      | Sports Illustrated Stadium, Harrison, États-Unis         | États-Unis                           | 0 - 1                                | 0 - 1                                | Match amical                               |
| 12                                   | 9 octobre 2016                       | Stade Kouban, Krasnodar, Russie                          | Russie                               | 3 - 4                                | 3 - 4                                | Match amical                               |
| 13                                   | 16 novembre 2016                     | Stade national du Costa Rica, San José, Costa Rica       | États-Unis                           | 3 - 0                                | 4 - 0                                | Éliminatoires de la Coupe du monde 2018    |
| 14                                   | 16 novembre 2016                     | Stade national du Costa Rica, San José, Costa Rica       | États-Unis                           | 4 - 0                                | 4 - 0                                | Éliminatoires de la Coupe du monde 2018    |
| 15                                   | 3 juin 2018                          | Stade national du Costa Rica, San José, Costa Rica       | Irlande du Nord                      | 2 - 0                                | 3 - 0                                | Match amical                               |
| 16                                   | 12 octobre 2018                      | Estadio Universitario, San Nicolás de los Garza, Mexique | Mexique                              | 0 - 1                                | 3 - 2                                | Match amical                               |
| 17                                   | 21 novembre 2018                     | Estadio Monumental Virgen de Chapi, Arequipa, Pérou      | Pérou                                | 2 - 3                                | 2 - 3                                | Match amical                               |
| 18                                   | 13 novembre 2020                     | BSFZ-Arena, Maria Enzersdorf, Autriche                   | Qatar                                | 1 - 1                                | 1 - 1                                | Match amical                               |
| 19                                   | 7 juin 2021                          | Empower Field at Mile High, Denver, États-Unis           | Honduras                             | 0 - 1                                | 2 - 2 (5-4)                          | Ligue des nations de la CONCACAF 2019-2020 |
| 20                                   | 13 juillet 2021                      | Inter&Co Stadium, Orlando, États-Unis                    | Guadeloupe                           | 1 - 0                                | 3 - 1                                | Gold Cup 2021                              |
| 21                                   | 17 juillet 2021                      | Inter&Co Stadium, Orlando, États-Unis                    | Suriname                             | 1 - 1                                | 1 - 2                                | Gold Cup 2021                              |
| 22                                   | 3 février 2022                       | Independence Park, Kingston, Jamaïque                    | Jamaïque                             | 0 - 1                                | 0 - 1                                | Éliminatoires de la Coupe du monde 2022    |
| 23                                   | 27 mars 2022                         | Stade Cuscatlán, San Salvador, Salvador                  | Salvador                             | 1 - 2                                | 1 - 2                                | Éliminatoires de la Coupe du monde 2022    |
| 24                                   | 5 juin 2022                          | Stade national du Costa Rica, San José, Costa Rica       | Martinique                           | 1 - 0                                | 2 - 0                                | Ligue des nations de la CONCACAF 2022-2023 |
| 25                                   | 14 juin 2022                         | Stade Ahmad-ben-Ali, Al Rayyan, Qatar                    | Nouvelle-Zélande                     | 1 - 0                                | 1 - 0                                | Éliminatoires de la Coupe du monde 2022    |
| 26                                   | 21 juin 2023                         | Subaru Park, Chester, États-Unis                         | Équateur                             | 2 - 1                                | 3 - 1                                | Match amical                               |
| 27                                   | 5 juillet 2023                       | Sports Illustrated Stadium, Harrison, États-Unis         | Martinique                           | 4 - 1                                | 6 - 4                                | Gold Cup 2023                              |

## Palmarès

### En club
- Olympiakos
  - Champion de Grèce en 2014.

- Arsenal FC
  - Vainqueur du Community Shield en 2014.

- Club León
  - Vainqueur du Tournoi Apertura en 2020.

### En sélection
- Finaliste du Championnat CONCACAF des moins de 20 ans en 2011.

### Distinction personnelle
- Meilleur buteur du Championnat CONCACAF des moins de 20 ans en 2011 (6 buts).